# Põhja-Tallinn

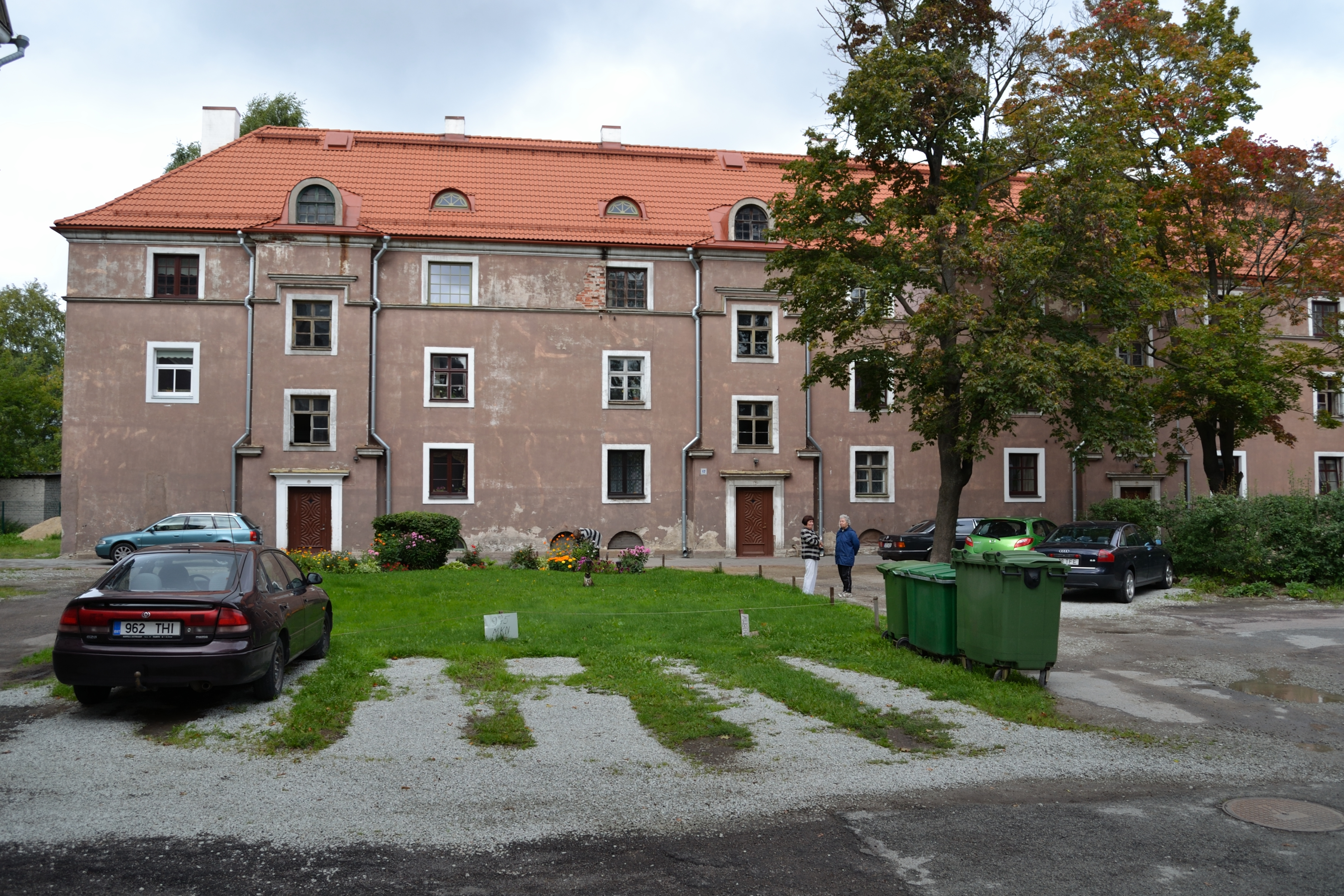

Põhja-Tallinn („Severní Tallinn“) je jedna z osmi městských částí estonského hlavního města Tallinnu. Zahrnuje čtvrti Kalamaja, Karjamaa, Kelmiküla, Kopli, Merimetsa, Paljassaare, Pelgulinn, Pelguranna a Sitsi.